# Stenotarsus
Stenotarsus is een geslacht van kevers uit de familie zwamkevers (Endomychidae).

## Soorten
Deze lijst van 219 stuks is mogelijk niet compleet.
- S. abdominalis Strohecker, 1978
- S. adumbratus Gorham, 1873
- S. affinis (Arrow, 1943)
- S. agusanus Strohecker, 1979
- S. albertisii Gorham, 1885
- S. alfierii (Pic, 1922)
- S. alternatus Lea, 1921
- S. angulipennis Franz, 1974
- S. angustulus Gerstascker, 1858
- S. anisotomoides Gerstsecker, 1858
- S. anomalus Strohecker, 1975
- S. antennatus Fairmaire, 1905
- S. ardens Gerstaecker, 1858
- S. argentinus Pic, 1922
- S. arithmeticus Blackburn, 1895
- S. arrowi (Mader, 1934)
- S. atratus Strohecker, 1978
- S. atricollis Pic, 1936
- S. atripennis Strohecker, 1943
- S. atripes Strohecker, 1978
- S. atriventris Strohecker, 1975
- S. aureolus Gerstaecker, 1858
- S. auricomus Gorham, 1873
- S. basalis Arrow, 1920
- S. bicolor Gerstaecker, 1858
- S. bicoloriceps Pic, 1924
- S. bimaculatus (Pic, 1930)
- S. bimaculipennis Lea, 1922
- S. birmanicus Gorham, 1896
- S. biroi Csiki, 1900
- S. bivulnerus Strohecker, 1978
- S. blackburni Strohecker, 1945
- S. blatchleyi Walton, 1928
- S. brevicollts Perty, 1832
- S. brevis Gorham, 1885
- S. bruuneus Gorham, 1873
- S. buchgraberi Mader, 1936
- S. callistus Strohecker, 1978
- S. caracasensis Pic, 1936
- S. castaneus Gerstaecker, 1858
- S. cingulatus Strohecker, 1978
- S. circumdatus Gerstaecker, 1858
- S. clavicornis Pic, 1936
- S. claviger Gerstaecker, 1858
- S. coccineus Gerstaecker, 1858
- S. commodus Blackburn, 1895
- S. compactus Franz, 1974
- S. conspicuus Kirsch, 1876
- S. convexus Pic, 1921
- S. crassicornis Gerstaecker, 1858
- S. crassiusculus Fairmaire, 1905
- S. cuprivestis Gorham, 1890
- S. cyanoptera (Gorham, 1890)
- S. cheesmanae Strohecker, 1978
- S. chiriquinus Airow, 1920
- S. chrysoceras Strohecker, 1978
- S. chrysomelinus Gorham, 1887
- S. decorus Strohecker, 1960
- S. dentipes Arrow, 1925
- S. discipennis Gorham, 1890
- S. discoidalis (Csiki, 1902)
- S. distinguendus Arrow, 1920
- S. eltipticus Strohecker, 1966
- S. erotyloides Gerstaecker, 1858
- S. exiguus Gorham, 1890
- S. fairmairei Strohecker, 1953
- S. favareli Pic, 1922
- S. femoralis Arrow, 1920
- S. ferruginatus Strohecker, 1958
- S. flavago Gorham, 1873
- S. flavicornis Gorham, 1873
- S. flavipennis Franz, 1974
- S. flavipes Heller, 1916
- S. flavomaculatus Strohecker, 1943
- S. flavoscapularis Strohecker, 1943
- S. flavotestaceus (Csiki, 1900)
- S. fuscicornis Gorham, 1896
- S. fyanus Strohecker, 1979
- S. globosus Guérin-Ménèville, 1857
- S. globulus Arrow, 1920
- S. grandis Gorham, 1873
- S. gravidus Arrow, 1925
- S. guatemallae Arrow, 1920
- S. guineensis Gerstaecker, 1858
- S. guttatus Strohecker, 1978
- S. haemorrhoidalis Gerstaecker, 1858
- S. hilaris Arrow, 1925
- S. hispidus (Herbst, 1799)
- S. honestus Schaufuss, 1887
- S. ictericus Gerstaecker, 1858
- S. incertus Strohecker, 1978
- S. insolitus Strohecker, 1978
- S. internexus Gorham, 1887
- S. kokodensis Arrow, 1943
- S. kurosai Nakane, 1981
- S. latemaculatus Pic, 1938
- S. lateniger Pic, 1924
- S. latipes Arrow, 1920
- S. lemniscatus Gorham, 1890
- S. leoninus Gorham, 1874
- S. lignarius Fairmaire, 1894
- S. lituratus Gerstaecker, 1858
- S. loebli Strohecker, 1983
- S. lombardeaui Perroud, 1864
- S. longulus Gerstaecker, 1858
- S. longus Strohecker, 1978
- S. luluensis Arrow, 1948
- S. maculicollis Gerstaecker, 1858
- S. maculosus Fairmaire, 1888
- S. madecassus Pic, 1924
- S. madurensis Arrow, 1925
- S. malayensis Arrow, 1920
- S. malleri Pic, 1936

- S. marginalis Arrow, 1920
- S. militaris Gerstaecker, 1858
- S. minimus Pic, 1936
- S. minor Pic, 1936
- S. minutissimus Pic, 1936
- S. minutus Gerstaecker, 1858
- S. mollis Gerstaecker, 1858
- S. mombonensis Weise, 1903
- S. monrovius Strohecker, 1943
- S. musculus (Gorham, 1887)
- S. mysorensis Strohecker, 1977
- S. nakanei (Chûjô, 1941)
- S. nanus Strohecker, 1978
- S. nietneri Gerstaecker, 1858
- S. nigerrimus Strohecker, 1978
- S. nigricans Gorham, 1890
- S. nigriclavis Gorham, 1873
- S. nigricollis Gorham, 1873
- S. nigricornis Guérin-Ménèville, 1857
- S. nigripes Arrow, 1920
- S. nigrocyaneus Strohecker, 1978
- S. nilgiricus Arrow, 1925
- S. nobilis Gerstaecker, 1858
- S. notaticollis (Pic, 1922)
- S. oblongulus Gorham, 1890
- S. obscurus Arrow, 1943
- S. obtusus Gerstaecker, 1858
- S. orbicularis Gerstaecker, 1858
- S. oshimanus Nakane, 1981
- S. ovatulus Gerstaecker, 1858
- S. ovulum Fairmaire, 1894
- S. pachyceras Strohecker, 1978
- S. pallidipennis Lea, 1922
- S. panamanus Gorham, 1890
- S. pantherinus Gorham, 1875
- S. papuensis Strohecker, 1983
- S. parallelus Lea, 1921
- S. pardalis Gerstaecker, 1858
- S. parvicornis Fairmaire, 1905
- S. pauli Weise, 1903
- S. peguensis Gorham, 1896
- S. perforatus Arrow, 1923
- S. perturbans Strohecker, 1978
- S. philippinarum Gorham, 1874
- S. picticollis Lea, 1921
- S. pilatei Gorham, 1873
- S. pisoniae Lea, 1921
- S. planicollis Gerstaecker, 1858
- S. politus Strohecker, 1958
- S. pulcher (Csiki, 1900)
- S. pulcherrimus Strohecker, 1983
- S. pumilio Schaufuss, 1887
- S. punctatostriatus Gorham, 1875
- S. purpuratus Gerstaecker, 1858
- S. pusillus Gerstaecker, 1858
- S. quadrimaculatus (Csiki, 1900)
- S. quadrisignatus Gorham, 1896
- S. quinarius Lea, 1922
- S. quinquenotatus Lea, 1938
- S. rotundus Arrow, 1920
- S. rubicundus Gerstaecker, 1858
- S. rubiginosus Gerstaecker, 1858
- S. rubripennis Strohecker, 1979
- S. rubrocinctus Gerstaecker, 1858
- S. ruficollis Strohecker, 1978
- S. ruficornis Gerstaecker, 1858
- S. rufipes Strohecker, 1978
- S. rufitarsis (Pic, 1938)
- S. rufiventris Strohecker, 1978
- S. russatus Gorham, 1874
- S. rutilus Guérin-Ménèville, 1857
- S. ryukyensis Chûjô & Kiuchi, 1974
- S. sallei Gorham, 1873
- S. scymnoides Gorham, 1875
- S. schereri Strohecker, 1974
- S. secticollis Strohecker, 1974
- S. semifasciatus Pic, 1836
- S. seminalis Arrow, 1925
- S. seniculus Gerstaecker, 1858
- S. sericatus Gerstaecker, 1858
- S. sicarius Gorham, 1886
- S. smithi Gorham, 1890
- S. solidus Blatchley & Leng, 1916
- S. striatocollis Fairmaire, 1905
- S. striatus Strohecker, 1978
- S. subtilis Arrow, 1920
- S. sudanicus Strohecker, 1962
- S. sulcithorax (Guérin-Ménèville, 1857)
- S. tabidus Gorham, 1874
- S. tarsalis Gorham, 1890
- S. tenuicornis Strohecker, 1953
- S. testaceicornis Pic, 1936
- S. thoracicus Gorham, 1890
- S. tomentosus Gerstaecker, 1858
- S. triplagiatus Achard, 1925
- S. tristis Arrow, 1920
- S. tympanizans (Arrow, 1943)
- S. umbrosus Gerstaecker, 1858
- S. ursinus Gerstaecker, 1858
- S. usambaricus Weise, 1903
- S. validicornis Gerstaecker, 1858
- S. vallatus Gerstaecker, 1858
- S. varicornis Kirsch, 1876
- S. ventricosus Gerstaecker, 1858
- S. vulpes Kirsch, 1876
- S. yoshionis Chûjô, 1938